# Горен, Теодор Карл фон
Теодор Карл фон Горен (нем. Karl Theodor von Gohren; 1836—1923) — австрийский химик, агрохимик и педагог немецкого происхождения.

## Биография
Теодор Карл фон Горен родился 25 февраля 1836 года в Йене. Получил высшее образование в Йенском университете. В 1858 году был удостоен звания доктора наук.
По окончании университета фон Горен, пробыв 5 лет заведующим опытной агрохимической станцией, занял кафедру химии и технологии в Высшей сельскохозяйственной школе в Тетчен-Либверде (1864), а в 1867 году был назначен директором этого учебного заведения.
С 1872 года состоял профессором и директором сельскохозяйственной школы «Francisco Josephinum» расположенной вблизи Вены.
Теодор Карл фон Горен умер 29 декабря 1923 года в Мёдлинге.

## Избранная библиография
- «Anleitung zu chemischen Untersuchungen mit besonderen Beziehung auf Landwirthschaft und landwirthschaftliche Industrie» (Прага; 1867);
- «Ueber landwirthschaftliches Unterrichtswesen» (1867);
- «Ueber Zweck und Wesen landwirthschaftlicher Versuchs-Stationen» (1868);
- «Die Naturgesetze der Fütterung der landwirthschaftliche Nutzthiere» (1872; русский перевод 1874 года под редакцией А. Фадеева: «Естественные законы кормления сельскохозяйственных животных»[4]);
- «Die Agricultur-Chemie nach dem heutigen Standpunkte der Wissenschaft und Erfahrung» (1872/1877);
- «Die Naturgesetzliche Grundlagen des Pflanzenbaues» (1878);
- «Methodischer Leitfaden für den chemischen Unterricht an landwirthschaftlichen Fachschulen».